# Gino D'Eliso
Gino D'Eliso, all'anagrafe Luigi D'Eliso (Trieste, 19 giugno 1951), è un cantautore italiano.
Conosciuto come il "sovrano del rock mitteleuropeo", negli anni ha pubblicato sette album e una suite strumentale, venendo anche premiato come miglior paroliere esordiente per il primo disco, Il mare, nel 1976.

## Biografia

### Gli inizi e i primi album
Nasce a Trieste il 19 giugno 1951 da una famiglia di origine pugliese. Dopo gli studi liceali classici, si iscrive nel 1969 alla facoltà di filosofia, laureandosi con una tesi di laurea sulla psicologia applicata con successivo dottorato di ricerca nella città di Urbino. All'età di sedici anni si esibisce insieme al suo primo gruppo, The Children (una band prevalentemente di cover), in un locale della città triestina.
Fa il suo debutto nel mondo della musica come solista nel 1976 con il disco Il mare, contenente otto brani e pubblicato dall'etichetta discografia Numero Uno che viene accolto positivamente dal pubblico, oltre a vincere il premio della critica come miglior paroliere esordiente. Alla produzione dell'album collaborano Claudio Pascoli, Paolo Donnarumma e altri musicisti. Partecipa anche alla sesta ed ultima edizione del Festival del proletariato giovanile, organizzata da Re Nudo. L'anno successivo conia il termine "Mitteleurock", cioè un genere musicale che collega il rock proveniente da Germania, Svizzera, Polonia e altri territori dell'ex Impero austro-ungarico. Nello stesso anno viene messo in commercio il LP Ti ricordi Vienna? per RCA Italiana. Il vinile, a cui ha collaborato l'arrangiatore scozzese Tony Mimms, viene ricordato successivamente dallo stesso D'Eliso con senso di scontentezza, in quanto il principale genere musicale scelto è il funky non nelle corde del cantautore.
Nel 1979 produce il long playing Revolver per l'omonimo gruppo triestino per la Philips Records e per la stessa casa discografica pubblica un nuovo vinile dal titolo Santi ed Eroi (conosciuto anche come Santi & Eroi) con distribuzione Phonogram. Tra gli altri, nell'album suonano Eugenio Finardi, Walter Calloni e Claudio Pascoli. Nello stesso anno subisce un incidente alle costole, dovendo rinunciare alla tournée programmata. Qualche mese dopo è l'opening act per i concerti dei Pooh.

### Le nuove produzioni e il cambio
Agli inizi degli anni '80 vi è nella musica di D'Eliso uno sviluppo verso la musica mitteleurock, pubblicando nel 1980 il 45 giri Bigliardi/Mitteleurock per la Philips Records, registrato in uno studio del Galles.
Successivamente, la Warner acquista la Polygram e D'Eliso recede dal contratto. Per questo motivo, decide di inviare un demo alla Compagnia Generale del Disco con cui riceverà un nuovo accordo. Nel 1983 viene divulgato il LP Cattivi Pensieri per la CGD, ottenendo un buon successo dalla critica. Il long playing vende quota quaranta mila copie e il cantante inizia un tour sia in Italia che in Germania. Successivamente era già pronto un nuovo disco per il cantante, probabilmente in compact disc, ma a causa di dibattiti di carattere musicale sui testi non è mai uscito. Inoltre, nello stesso periodo, D'Eliso presenta i Luc Orient e Patrizia Pizzani (come Patrizia 'Zzani) alla casa discografica che li blocca, così il solista lascia l'etichetta. Nel 1983 partecipa anche all'edizione annuale di Un disco per l'estate. Fino al 1986 scrive colonne sonore e come co-regista riceve una segnalazione al Prix Italia.
Si trasferisce a Sarajevo, dove nel 1986 produce Una notte così del cantante Elio Pisak, pubblicato per l'etichetta jugoslava Jugoton, disco per cui scrive anche alcune canzoni. Inoltre, negli stessi anni è alle prese con la produzione di alcuni singoli. Successivamente, è coordinatore delle pubbliche relazioni di ELETTRA a Trieste, un centro di ricerca internazionale.

### Dagli anni 2000
Nel 2001, dopo diciotto anni dall'ultimo disco, pubblica Europa Hotel per East Border Sound. Il produttore del CD è Edy Meola e contiene brani mai pubblicati prima. Successivamente, tiene alcuni concerti e incontri sulla musica nelle scuole della città natale.
Nel 2011 viene messo in commercio un album di D'Eliso dal titolo Ridatemi i congiuntivi! per l'etichetta Mitteleurock Production con dieci brani, di cui sei nuovi, due registrati nel 1979 e due rivisitazioni, Canzone d'amore e Chelsea hotel, entrambe del 1983, ma quest'ultima cantata solo da Patrizia 'Zzani e mai da lui.
In occasione dei trentacinque anni dall'uscita di Santi ed Eroi, esce una versiona ristampata per l'etichetta Universal Records. Nel marzo del 2014 va in onda su Rai 3 BIS FJK lo speciale "Gino D'Eliso & The Fabulous Rocker Boys" registrato nella città natale per la regia di Piero Pieri e nello stesso anno ricorda Miran Hrovatin nel film Saluti da Miran del regista Giampaolo Penco.
Nel 2018, ma la registrazione è avvenuta nel 2013, esce Valvole e vinile, con dieci nuove canzoni. A collaborare con Gino D'Eliso ancora una volta c'è Edy Meola.
Nel 2023 annuncia l'uscita, prevista per l'inizio del 2024, del nuovo album Anni pesanti. 

## Altre attività
Durante la sua carriera, è stato anche disc jockey per l'emittente slovena Radio Capodistria tra il 1972 e il 1976 e successivamente è regista e programmatore per la sede RAI di Trieste e RTV in Svizzera. Inoltre, ha collaborato per colonne sonore sia per l'Italia che per altri paesi.
Nel 2011 è stato nominato consigliere per il comune di Trieste nella quarta circoscrizione con "Federazione della Sinistra", diventandone Vice Presidente.

## Discografia

### Album in studio
- 1976 – Il mare (Numero Uno)
- 1977 – Ti ricordi Vienna? (RCA Italiana)
- 1979 – Santi ed eroi (Philips Records)
- 1983 – Cattivi pensieri (CGD)
- 1994 – Synchrotunes: Suite Nr. 13 (Vegas)
- 2001 – Europa Hotel (EBS)
- 2011 – Ridatemi i congiuntivi! (Mitteleurock Production)
- 2018 – Valvole & vinile (Mitteleurock Production)
- 2024 – Anni pesanti (Mitteleurock Production)

### Singoli
- 1976 – Il Mare/Emilio Barbone (Numero Uno)
- 1977 – Non saremo angeli/Ti ricordi Vienna? (RCA Italiana)
- 1978 – Look/Pale Ale King (RCA Victor) come Vanessa Band
- 1979 – Come sempre primavera/L'ora del te (Philips Records)
- 1980 – Bigliardi/Mitteleurock (Philips Records)
- 1982 – Magari fosse natale/Yoli Ho (CGD)
- 1983 – Belfast (Tutti frutti; lato B del 45 giri avente sul lato A Tribal statistics della Manfred Mann's Earth Band)